# Oedothorax elongatus
Oedothorax elongatus là một loài nhện trong họ Linyphiidae.
Loài này thuộc chi Oedothorax. Oedothorax elongatus được Jörg Wunderlich miêu tả năm 1974.